# Yaakov Shabtai
Yaakov Shabtai (în ebraică:n- יעקב שבתאי - se pronunță  Yaakov Shavtai, n. 8 martie 1934, Tel Aviv, Palestina sub mandat britanic – d. 4 august 1981, Tel Aviv, Israel) a fost un important romancier, dramaturg și traducător israelian născut la Tel Aviv. Yaakov Shabtai a fost definit ca scriitor "naturalist" și cea mai cunoscută operă a sa, "Zikhron Dvarim" (1977) (titlu tradus în engleză prin "Past Continuous"), este scrisă la modul narativ și se caracterizează printr-un stil aparte, modernist, folosind fraze lungi și întortochiate.

A decedat în urma unui atac de cord. 

### Viața privată
Fiica lui, Hamutal Shavtai, este psihiatră și scriitoare.

## Premii si onoruri
- 1978 (în anul inaugural al premiului)- Premiul Bernstein pentru roman

ebraic original
- 1978 - Premiul Kinor David (Lira lui David) pentru piese de teatru
- 1982  (postum) - Premiul Agnon pentru literatură

## In memoriam
- 1999 Primăria Tel Aviv a denumit o stradă în amintirea sa

## Scrieri
- 1964 - Hamassá Hamuflá shel hakarpad המסע המופלא של הקרפד (Călătoria minunată a broscoiului) carte pentru copii
- 1985 - Zikhron Devarim  זיכרון דברים (tradus in engleza ca Past Continuous) (Memorand)
- 1987 - Sof davar   סוף דבר (tradus în engleză ca „Past Perfect”)
- 1992 Shirey Hazemer  שירי הזמר Poezii și balade (Poeziile cântării)
- 1995 - Namer Havarburot veaherim  - Tigrul bălțat și alte piese
- 1995 - Keter barosh veaherim (O coroană pe cap și alte piese)
- 2004 - Hadod Peretz mamri  הדוד פרץ ממריא (Unchiul Peretz decolează)
- 2006 - Kirkas beTel Aviv  - povestiri scurte, versiune alternativă la Unchiul Peretz decolează)